# Bucculatrix simulans
Bucculatrix simulans är en fjärilsart som beskrevs av Braun 1963. Bucculatrix simulans ingår i släktet Bucculatrix och familjen kronmalar. Inga underarter finns listade i Catalogue of Life.